# Yūko Arimori
Yūko Arimori (有森 裕子, Arimori Yūko), née le 17 décembre 1966 à Okayama, est une athlète japonaise spécialiste du marathon. Elle est considérée comme la première athlète féminine professionnelle du Japon.

## Carrière

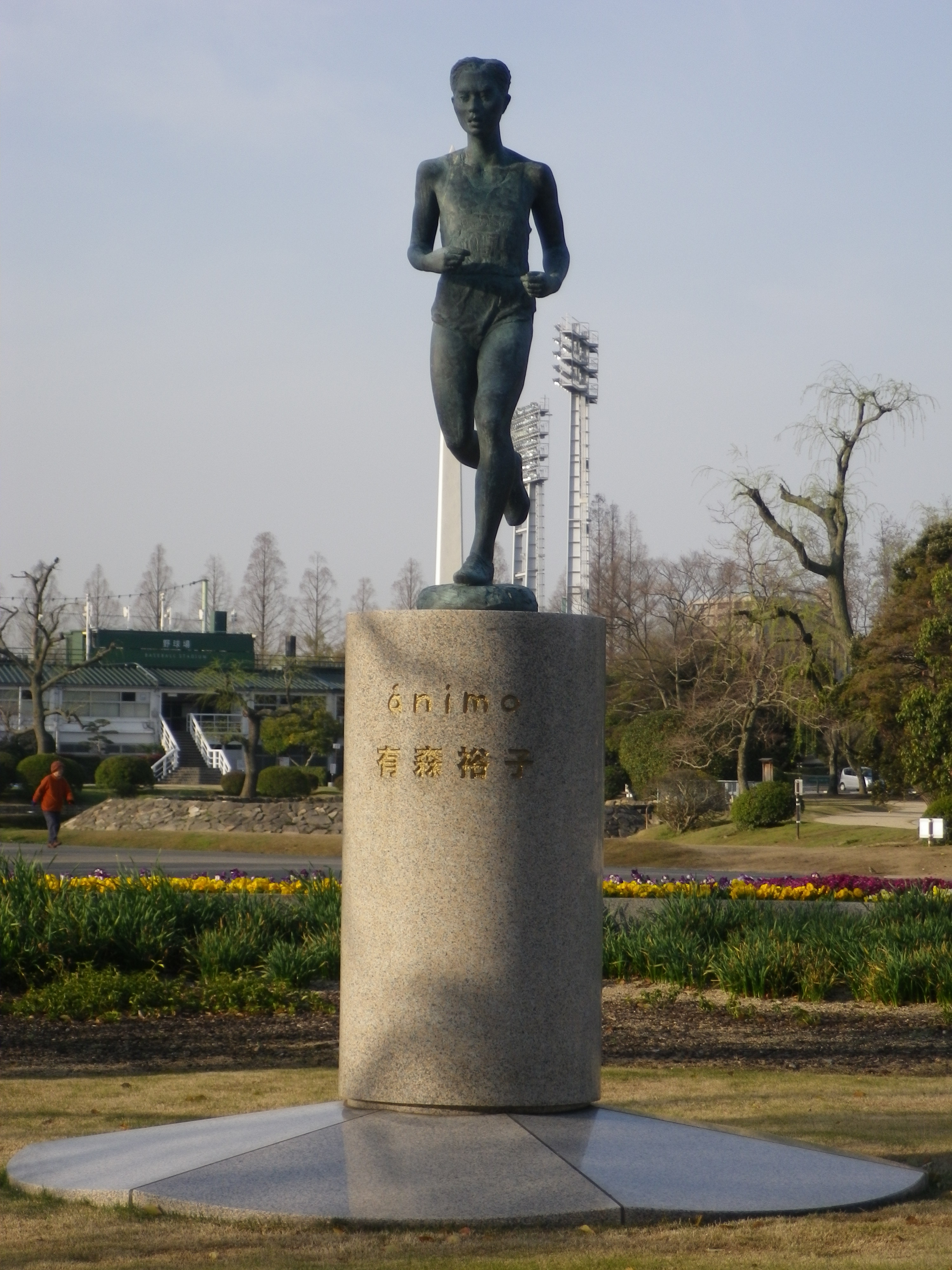
Statue en bronze de Yuko Arimori

### Palmarès
| Date | Compétition           | Lieu      | Résultat | Performance     |
| ---- | --------------------- | --------- | -------- | --------------- |
| 1991 | Championnats du monde | Tokyo     | 4e       | 2 h 31 min 08   |
| 1992 | Jeux olympiques d'été | Barcelone | 2e       | 2 h 32 min 49 s |
| 1995 | Marathon d'Hokkaido   | Sapporo   | 1re      | 2 h 29 min 17 s |
| 1996 | Jeux olympiques d'été | Atlanta   | 3e       | 2 h 28 min 39 s |

### Records
| Épreuve       | Performance     | Lieu         | Date              |
| ------------- | --------------- | ------------ | ----------------- |
| Semi-marathon | 1 h 12 min 52 s | Philadelphie | 17 septembre 2000 |
| Marathon      | 2 h 26 min 39 s | Boston       | 19 avril 1999     |